# Эпштейн, Асаф
Асаф Эпштейн (ивр.  אסף אפשטיין‎; род. 1 августа 1978) — израильский режиссёр, писатель и продюсер.

## Биография
Асаф Эпштейн родился в Израиле, 1 августа 1978, у Ли и Ханан Эпштейнов. Он старший брат Эфрата и Рони Эпштейнов. Когда он был маленьким, семья переехала в Форт-Уэрт, штат Техас, где Эпштейн учился в частной еврейской школе. Затем семья переехала обратно в город Модиин в Израиле. Там он учился в средней школе. В 1995 году семья переехала обратно в Соединенные Штаты и обосновалась в Далласе, штат Техас, где Эпштейн учился в средней школе им. Дж. Пирса в Ричардсоне.
В начале 2000-х годов Эпштейн оставил свою семью в Соединённых Штатах и сам переехал обратно в Израиль, чтобы поступить в израильские силы обороны, где он устроился на работу в военно-воздушные силы. После службы Эпштейн поступил на обучение кино в Тель-Авивском университете.

## Карьера
После окончания учёбы Эпштейн выпускал независимые корпоративные рекламные ролики с использованием различных компьютерных анимационных элементов. В 2008 году он принял участие в производстве двух израильских фильмов; Другая война, драма, снятая в Тель-Авиве во время второй ливанской войны, и Jaffawiye, документальный фильм о мультикультурной хип-хоп группе System Ali. В 2010 году Эпштейн снял «Материнское угасание», короткометражную драму о сложных отношениях матери и её сына.
В 2011 году он начал производство своей, удостоенной награды, научно-фантастической короткометражной комедии, под названием «Шницель», которую он написал, спродюсировал и снял. Шницель рассказывает историю о молодом подростке и его встрече с внеземным существом, принявшим форму шницеля. В интервью 2016 года Эпштейн отметил, что Шницель был вдохновлен «Инопланетянином», Стивена Спилберга, и его опытом быть «неуклюжим и глупым ребёнком, чувствующим себя неуютно в собственной шкуре», а также школьной экскурсией, во время которой ему и его одноклассникам давали шницели на обед. В июле 2014 года он выпустил Шницель , который принес ему многочисленные награды на фестивалях по всему миру, включая «Лучший международный фильм на фестивале культурного кино в Южной Каролине», «Лучший научно-фантастический фильм на кинофестивале Хайет» и "Лучшее международное совершеннолетие в Манхэттенский кинофестиваль в 2015 году. Позже, в том же году, он получил звание лучшего продюсера фильма на иностранном языке на Мадридском международном кинофестивале.

## Фильмография
| 2008 | Другая война         | Главный осветитель           |
| 2008 | Jaffawiye            | Оператор                     |
| 2010 | Материнское угасание | Режиссёр                     |
| 2014 | Шницель              | Режиссёр, писатель, продюсер |